# Elachyophtalma picaria
Elachyophtalma picaria är en fjärilsart som beskrevs av Walker 1865. Elachyophtalma picaria ingår i släktet Elachyophtalma och familjen silkesspinnare. Inga underarter finns listade i Catalogue of Life.